# منتخب لوكسمبورغ لهوكي الجليد
منتخب لوكسمبورغ الوطني لهوكي الجليد هو منتخب وطني يمثل لوكسمبورغ في منافسات هوكي الجليد الدولية، بدأ منافساته في سنة 1992، نافس في بطولة العالم لهوكي الجليد 16 مرة، يحتل حالياً الثاني والأربعين على العالم.